# Born to Be Wild
«Born to Be Wild» es una canción de rock compuesta por Mars Bonfire e interpretada por la banda canadiense Steppenwolf. Es en ocasiones descrita como la canción originaria del estilo heavy metal, y asociada al bautismo de este estilo musical. 
Este tema, el más afamado de la banda junto con «Magic Carpet Ride», estaba incluido inicialmente en el disco homónimo de la banda, del año 1968. Un año después, fue elegido como banda sonora de la película Easy Rider, en la que la canción fue acompañada en su comienzo por el ruido de motocicletas. Desde entonces, es muy popularmente asociada al estilo motociclista, como lo demuestra el hecho de haber pertenecido a bandas sonoras de otras tantas películas durante escenas relacionadas con el motociclismo y la velocidad, como El regreso, Wild America, Armed and Dangerous o Herbie: a tope. Esta afamada como una de las canciones más salvajes de la banda.

## Composición
Mars Bonfire compuso inicialmente la canción como una balada. Bonfire fue miembro de Sparrows, la banda predecesora de Steppenwolf, y su hermano fue el baterista de Steppenwolf. Aunque desde un principió fue ofrecida a otras bandas —The Human Expression, por ejemplo—, la canción fue grabada inicialmente por Steppenwolf en una versión acelerada y reorganizada ya que Hal Horowitz de AllMusic la describió como «un himno rugiente de riff rock con un potente turbo» y «un clásico atemporal de la radio, además de una muestra de la rebelión de la década del 60 que define el sonido de Steppenwolf».

## Versiones
El mismo año en el que fue incluida en la banda sonora de Easy Rider, Wilson Pickett hizo su propia versión del tema a pesar de que no alcanzó tanta importancia como la original de Steppenwolf. También ha sido versionada por Riot, Lizzy Borden, Slayer, The Cult (1987), Kim Wilde (2002), Status Quo, Hinder (2007), Bruce Springsteen, Slade, Raven (1983), Ozzy Osbourne con Miss Piggy, INXS, Blue Öyster Cult (1989), de Argentina La Renga, de Uruguay La Tabaré («Nacido para ser salvaje»), Creedence Clearwater Revival, Los Natas, Adam Lambert, Tokyo Ska Paradise Orchestra (2013) en su álbum Diamond In Your Heart y en España por Muro (1989),
El tema ocupa el puesto 130 de la lista de las 500 mejores canciones de todos los tiempos, según la revista Rolling Stone.

## Apariciones
- La canción fue usada para la banda sonora de la película Herbie: Fully Loaded, en la escena en la que Maggie Payton (Lindsay Lohan) corre con Herbie.

## Posicionamiento en listas y certificaciones

### Listas semanales
| Lista (1968–1973)                     | Mejor posición |
| ------------------------------------- | -------------- |
| Alemania (Offizielle Deutsche Charts) | 20             |
| Austria (Ö3 Austria Top 40)           | 20             |
| Bélgica (Flandes) (Ultratop 50)       | 16             |
| Bélgica (Valonia) (Ultratop 50)       | 48             |
| Canadá (RPM Top Singles)              | 1              |
| Estados Unidos (Billboard Hot 100)    | 2              |
| Estados Unidos (Cash Box Top 100)     | 2              |
| Nueva Zelanda (Listener)              | 13             |
| Países Bajos (Dutch Top 40)           | 16             |
| Reino Unido (Official Charts Company) | 30             |

| Lista (1990)                    | Mejor posición |
| ------------------------------- | -------------- |
| Bélgica (Flandes) (Ultratop 50) | 20             |
| Países Bajos (Dutch Top 40)     | 4              |

| Lista (1999)                          | Mejor posición |
| ------------------------------------- | -------------- |
| Reino Unido (Official Charts Company) | 18             |

### Certificaciones
| País           | Organismo certificador | Certificación | Ventas  | Ref.   |
| -------------- | ---------------------- | ------------- | ------- | ------ |
| Alemania       | BVMI                   | Oro           | 300 000 | [ 14 ] |
| España         | PROMUSICAE             | Platino       | 60 000  | [ 15 ] |
| Estados Unidos | RIAA                   | Oro           | 500 000 | [ 16 ] |
| Dinamarca      | IFPI (Dinamarca)       | Oro           | 45 000  | [ 17 ] |
| Italia         | FIMI                   | Oro           | 25 000  | [ 18 ] |
| Nueva Zelanda  | RMNZ                   | Platino       | 30 000  | [ 19 ] |
| Reino Unido    | BPI                    | Platino       | 600 000 | [ 20 ] |